# Rektophon
Rektophon var ett tjeckoslovakiskt skivmärke, som gavs ut mellan 1932 och 1935. Skivorna pressades av Eisner & Co (till 1931 Hermann Maassen Record Werke) i Horní Žleb,  en del av Děčín. 
Repertoaren bestod av inspelningar från Artiphon och Pallas och en del nyinspelat material, främst avsedd för den tjeckoslovakiska marknaden, men Rektophon exporterades även till Holland. Ett tiotal andra märken producerades för andra företag, repertoaren var i stort sett densamma.
I mars 1934 gjorde Niilo Saarikko och Arvi Hänninen inspelningar med skivbolagets studioorkester, i vilken även Paavo Raivonen spelade dragspel.